# The Social Network
The Social Network è un film del 2010 diretto da David Fincher, incentrato sui fondatori di Facebook e sul fenomeno popolare che ha creato.
Il film è stato sceneggiato da Aaron Sorkin, che ha adattato per il grande schermo il libro di Ben Mezrich Miliardari per caso - L'invenzione di Facebook: una storia di soldi, sesso, genio e tradimento (Sperling & Kupfer).
La pellicola ha vinto 4 Golden Globe, tra cui il più importante, miglior film drammatico, e ha ottenuto 8 candidature agli Oscar 2011, vincendone 3, ossia quello per la miglior sceneggiatura non originale, quello per la miglior colonna sonora e quello per il miglior montaggio.

## Trama
Il film è incentrato sui primi e tumultuosi anni di Facebook, dalla sua fondazione nel 2004 fino alla causa da 600 milioni di dollari indetta contro il fondatore Mark Zuckerberg.
Mark, studente dell'università di Harvard (residente nella Kirkland House), ragazzo introverso e vendicativo, dall'intelligenza sottile e brillante programmatore, dopo essere stato lasciato dalla sua ragazza, Erica Albright, nell'arco di una notte crea "FaceMash", un sito dove vengono messe a confronto le ragazze di Harvard e dove gli utenti possono votare chi è più attraente tra due ragazze scelte casualmente di volta in volta. Il sito diventa talmente popolare da mandare in crash i server dell'università. L'episodio, mal visto dall'università per via della palese violazione della privacy e per la palese misoginia, viene riportato sul giornale universitario Harvard Crimson e così Zuckerberg viene notato da tre studenti dell'ultimo anno: i gemelli Cameron e Tyler Winklevoss e il loro socio Divya Narendra, che sono alla ricerca di un programmatore per un progetto di loro invenzione, "HarvardConnection", per connettere online gli studenti di Harvard.
Poco dopo la conversazione con i gemelli, Mark parla della faccenda all'amico Eduardo Saverin, chiedendogli mille dollari per finanziare il progetto di "The Facebook", un sito volto a connettere gli studenti di Harvard, in cambio del 30% della compagnia. Eduardo, trovandola una grande idea, accetta di buon grado e Mark si dedica alla programmazione del sito mentre propina scuse casuali e risposte vaghe alle richieste di incontro con i gemelli Winklevoss e il loro socio Narendra, dichiarandosi molto occupato.
Una volta lanciato, The Facebook diventa rapidamente molto popolare tra gli studenti di Harvard e così Mark ed Eduardo decidono di espandere il progetto ad altre scuole americane, cominciando con Yale, Columbia e Stanford. Quando Narendra scopre il sito, informa della situazione anche i gemelli Winklevoss che decidono di denunciare l'accaduto al rettore di Harvard ritenendo che Mark abbia copiato la loro idea. I gemelli Winklevoss non ottengono alcun sostegno dal rettore che, anzi, li critica ironicamente ma solo più avanti decideranno di intentare una causa a Mark Zuckerberg.
Nel frattempo Eduardo, la sua ragazza Christy e Mark incontrano Sean Parker, il cofondatore di Napster, che si dimostra appassionato al progetto e suggerisce di eliminare "The" e chiamare il sito semplicemente "Facebook", definendolo in questo modo più pulito.
Eduardo, avendo idee differenti da quelle del socio circa l'uso della pubblicità nel sito di Facebook, passa separatamente l'estate a New York per fare uno stage e per cercare finanziatori. Mark, il suo coinquilino ad Harvard Dustin Moskovitz ed altri programmatori che si sono uniti da poco alla società si recano invece a Palo Alto dove si immergono nel lavoro per Facebook.
Sean, che si accorge di avere una notevole influenza su Mark, lo aiuta ad assicurarsi cospicui finanziamenti, cosa su cui Eduardo, tornato finalmente a Palo Alto, non si trova d'accordo a causa della condotta poco rassicurante del creatore di Napster. Dopo un pesante litigio con Mark al riguardo, Eduardo fa congelare il conto aperto appositamente per Facebook in precedenza, avvenimento che scatena ulteriore rabbia e frustrazione da parte dell'amico.
Successivamente Eduardo firma un contratto offertogli da Mark e Sean in cui risulta socio di maggioranza con circa un terzo delle quote. Però, in seguito ad investimenti aggiuntivi da parte di soggetti terzi, la sua quota viene a sua insaputa ridotta a circa lo 0,3% mentre le quote di Mark, Dustin e Sean rimangono intatte. Eduardo sentendosi profondamente ferito e tradito, decide anch'egli di fare causa al suo ormai ex migliore amico.
Durante il film i racconti del passato vengono interrotti dalle scene delle deposizioni stragiudiziali a cui Mark prende parte a seguito delle due azioni legali intentate contro di lui, una da parte dei gemelli Winklevoss e del loro socio Narendra e una da parte di Saverin.
Nella scena finale, al termine dell'ultima deposizione, una giovane avvocatessa del suo collegio difensivo consiglia a Mark di raggiungere una transazione con le varie controparti, poiché afferma che in un ipotetico dibattimento davanti ad una giuria i giurati sarebbero probabilmente mal disposti nei suoi confronti.
Dopo che l'avvocatessa lascia la stanza il film termina con Mark che invia una richiesta di amicizia alla sua ex-ragazza Erica Albright e che effettua in continuazione il refresh della pagina, in impaziente attesa di una risposta. Nei titoli finali è riportata la risoluzione della controversia legale: Mark raggiungerà una transazione con i gemelli Winklevoss risarcendoli per 65 milioni di dollari e con Saverin risarcendolo per una cifra indefinita, e reintegrando il suo nome tra quelli dei fondatori di Facebook.
L'ultimo frame rende noto come Zuckerberg fosse in quel momento (2010) il più giovane miliardario al mondo.

## Produzione

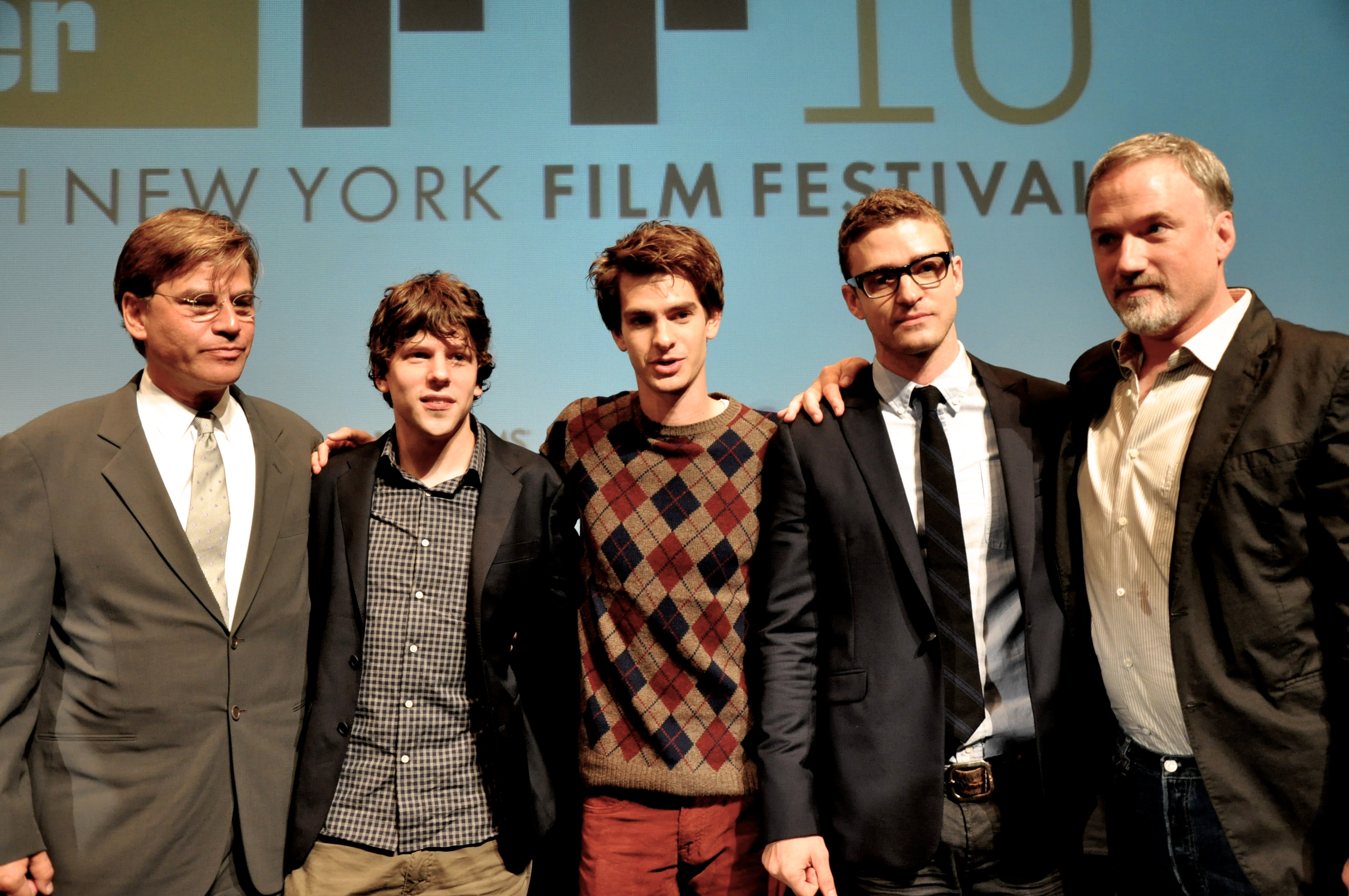
Aaron Sorkin, Jesse Eisenberg, Andrew Garfield, Justin Timberlake e David Fincher al New York Film Festival 2010.

Per la realizzazione del film è stato stanziato un budget di 40 milioni di dollari. Il casting del film è iniziato nei primi giorni dell'agosto 2009, con audizioni che si sono svolte in vari stati. Shia LaBeouf e Michael Cera erano stati considerati per il ruolo di Mark Zuckerberg. Jesse Eisenberg è stato ingaggiato per il ruolo principale nel settembre del 2009. Alcuni giorni dopo, Justin Timberlake e Andrew Garfield si sono uniti al cast, rispettivamente nei ruoli di Sean Parker e Eduardo Saverin.
Nessuno dello staff di Facebook, incluso il fondatore Mark Zuckerberg, è stato coinvolto nel progetto. Uno dei co-fondatori, Eduardo Saverin, è stato consulente di Mezrich per la stesura del suo libro.
Le riprese di The Social Network sono iniziate nel mese di ottobre 2009 a Cambridge, Massachusetts. Varie scene sono state girate nei campus di due scuole del Massachusetts, la Phillips Academy e la Milton Academy. Altre scene sono state girate nel campus del College Wheelock, allestito per ricreare il campus di Harvard, e altre infine nel Homewood Campus della Johns Hopkins University a Baltimora, che presenta una forte somiglianza con esso. Il 25 giugno 2025 è stato annunciato un film sequel.

### Cameo
Lo sceneggiatore Aaron Sorkin compare in un cameo, interpretando un dirigente d'azienda a cui Eduardo Saverin, accompagnato da Zuckerberg, si rivolge per richiedere dei finanziamenti pubblicitari. Durante la scena Jesse Eisenberg mima un palese gesto di disturbo per manifestare la sua contrarietà ad apportare contenuti pubblicitari su thefacebook, di conseguenza Sorkin congeda i due giovani.

## Colonna sonora
Il film si apre sulle note di Ball and Biscuit dei The White Stripes, che fanno da sottofondo al dialogo iniziale.
La colonna sonora è stata composta da Trent Reznor, leader dei Nine Inch Nails, con la collaborazione di Atticus Ross. Nel trailer del film è stata utilizzata un'inedita versione di Creep dei Radiohead, eseguita, con solo ausilio di voce e pianoforte, dagli Scala & Kolacny Brothers, un coro femminile belga composto da oltre duecento ragazze e diretto da Stijn Kolacny.

## Distribuzione
Dopo la presentazione del film al New York Film Festival, il film è stato distribuito negli Stati Uniti dalla Columbia Pictures il 1º ottobre 2010. In Italia la pellicola è uscita nelle sale il 12 novembre 2010 su distribuzione Sony Pictures.

## Accoglienza

### Incassi
Nel weekend di apertura negli Stati Uniti, ha incassato $22.445.653 classificandosi al primo posto per il fine settimana.
Al 27 febbraio 2011, The Social Network ha incassato $96,917,897 negli Stati Uniti e $124,153,352 nel resto del mondo, per un totale di $221,071,249.

### Critica
The Social Network è stato ricevuto molto positivamente dalla critica americana.
Il sito Rotten Tomatoes ha riportato che il 96% delle 267 recensioni professionali ha dato un giudizio positivo al film, attribuendogli un voto medio di 9,0 su 10.
Peter Travers della rivista Rolling Stone ha definito The Social Network "il film dell'anno".

## Riconoscimenti
- 2011 - Premio Oscar
  - Migliore sceneggiatura non originale a Aaron Sorkin
  - Miglior montaggio a Kirk Baxter e Angus Wall
  - Miglior colonna sonora a Trent Reznor e Atticus Ross
  - Nomination Miglior film a Scott Rudin, Dana Brunetti, Michael De Luca e Ceán Chaffin
  - Nomination Migliore regia a David Fincher
  - Nomination Miglior attore protagonista a Jesse Eisenberg
  - Nomination Migliore fotografia a Jeff Cronenweth
  - Nomination Miglior sonoro a Ren Klyce, David Parker, Michael Semanick e Mark Weingarten
- 2011 - Golden Globe
  - Miglior film drammatico
  - Migliore regia a David Fincher
  - Migliore sceneggiatura a Aaron Sorkin
  - Miglior colonna sonora a Trent Reznor e Atticus Ross
  - Nomination Miglior attore in un film drammatico a Jesse Eisenberg
  - Nomination Miglior attore non protagonista a Andrew Garfield
- 2011 - Premio BAFTA
  - Migliore regia a David Fincher
  - Migliore sceneggiatura non originale a Aaron Sorkin
  - Miglior montaggio a Kirk Baxter e Angus Wall
  - Nomination Miglior film
  - Nomination Miglior attore protagonista a Jesse Eisenberg
  - Nomination Miglior attore non protagonista a Andrew Garfield
- 2011 - Premio César
  - Miglior film straniero a David Fincher
- 2010 - National Board of Review Award
  - Miglior film
  - Migliore regia a David Fincher
  - Miglior attore protagonista a Jesse Eisenberg
  - Migliore sceneggiatura non originale a Aaron Sorkin
- 2011 - Kansas City Film Critics Circle Award
  - Miglior film
  - Migliore sceneggiatura non originale a Aaron Sorkin
- 2010 - Boston Society of Film Critics Award
  - Miglior film
  - Migliore regia a David Fincher
  - Miglior attore protagonista a Jesse Eisenberg
  - Migliore sceneggiatura a Aaron Sorkin
  - Miglior colonna sonora a Trent Reznor e Atticus Ross
- 2010 - Chicago Film Critics Association Award
  - Miglior film
  - Migliore regia a David Fincher
  - Migliore sceneggiatura non originale a Aaron Sorkin
  - Nomination Miglior attore protagonista a Jesse Eisenberg
  - Nomination Miglior attore non protagonista a Andrew Garfield
  - Nomination Miglior performance rivelazione a Armie Hammer
  - Nomination Migliore fotografia a Jeff Cronenweth
  - Nomination Miglior colonna sonora a Trent Reznor e Atticus Ross
- 2011 - Nastro d'argento
  - Nomination Migliore regia a David Fincher
- 2010 - Las Vegas Film Critics Society Award
  - Miglior film
  - Migliore regia a David Fincher
  - Migliore sceneggiatura a Aaron Sorkin
  - Miglior colonna sonora a Trent Reznor e Atticus Ross
  - Nomination Miglior attore non protagonista a Andrew Garfield
  - Nomination Miglior attore non protagonista a Justin Timberlake
  - Nomination Migliore fotografia a Jeff Cronenweth
  - Nomination Miglior montaggio a Kirk Baxter e Angus Wall
- 2011 - Empire Award
  - Nomination Miglior film
  - Nomination Migliore regia a David Fincher
  - Nomination Miglior attore protagonista a Jesse Eisenberg
- 2011 - Critics' Choice Movie Award
  - Miglior film a David Fincher
  - Migliore sceneggiatura non originale a Aaron Sorkin
  - Miglior colonna sonora a Trent Reznor e Atticus Ross
  - Nomination Miglior cast
  - Nomination Migliore regia a David Fincher
  - Nomination Miglior attore protagonista a Jesse Eisenberg
  - Nomination Miglior attore non protagonista a Andrew Garfield
  - Nomination Miglior montaggio a Kirk Baxter e Angus Wall
  - Nomination Miglior sonoro a Ren Klyce, David Parker, Michael Semanick e Mark Weingarten
- 2010 - Los Angeles Film Critics Association Award
  - Miglior film
  - Migliore regia a David Fincher
  - Migliore sceneggiatura non originale a Aaron Sorkin
  - Miglior colonna sonora a Trent Reznor e Atticus Ross
- 2011 - MTV Movie Award
  - Miglior film
  - Migliore performance maschile a Jesse Eisenberg
  - Miglior performance rivelazione a Andrew Garfield
  - Miglior battuta ("If you guys were the inventors of Facebook, you'd have invented Facebook.") a Jesse Eisenberg
  - Miglior battuta ("...A million dollars isn't cool. You know what's cool?" "A billion dollars. And that shut everybody up.") a Justin Timberlake e Andrew Garfield
- 2010 - Satellite Award
  - Miglior film drammatico
  - Migliore regia a David Fincher
  - Migliore sceneggiatura non originale a Aaron Sorkin
  - Nomination Miglior attore in un film drammatico a Jesse Eisenberg
  - Nomination Miglior attore non protagonista a Andrew Garfield
  - Nomination Miglior montaggio a Kirk Baxter e Angus Wall
  - Nomination Miglior colonna sonora a Trent Reznor e Atticus Ross
- 2010 - Screen Actors Guild Award
  - Nomination Miglior cast
  - Nomination Miglior attore protagonista a Jesse Eisenberg
- 2011 - Central Ohio Film Critics Association Award
  - Migliore sceneggiatura non originale a Aaron Sorkin
  - Nomination Miglior film
  - Nomination Miglior cast
  - Nomination Migliore regia a David Fincher
  - Nomination Miglior attore protagonista a Jesse Eisenberg
  - Nomination Miglior attore non protagonista a Andrew Garfield
  - Nomination Migliore fotografia a Jeff Cronenweth
- 2011 - David di Donatello
  - Nomination Miglior film straniero a David Fincher
- 2011 - Directors Guild of America
  - Nomination DGA Award a David Fincher
- 2011 - Motion Picture Sound Editors
  - Miglior montaggio sonoro (Dialoghi ADR) a Malcolm Fife, Ren Klyce, Jeremy Molod e Richard Quinn
  - Nomination Miglior montaggio sonoro (Musica) a Marie Ebbing e Jonathon Stevens
- 2011 - Writers Guild of America
  - WGA Award a Aaron Sorkin
- 2012 - Awards of the Japanese Academy
  - Nomination Miglior film straniero
- 2011 - Bodil Award
  - Nomination Miglior film a David Fincher
- 2011 - Casting Society of America
  - Miglior casting a Laray Mayfield
- 2010 - New York Film Critics Circle Award
  - Miglior film
  - Migliore regia a David Fincher
- 2011 - Dorian Awards
  - Nomination Film dell'anno

- 2011 - Cinema Audio Society
  - Nomination Miglior sonoro a Ren Klyce, David Parker, Michael Semanick e Mark Weingarten
- 2010 - AFI Award
  - Film AFI dell'anno a Scott Rudin, Dana Brunetti, Michael De Luca e Ceán Chaffin
- 2011 - American Cinema Editors
  - Miglior montaggio a Kirk Baxter e Angus Wall
- 2011 - American Society of Cinematographers
  - Nomination Migliore fotografia a Jeff Cronenweth
- 2011 - Art Directors Guild
  - Nomination Migliore scenografia a Curt Beech, Donald Graham Burt, Carl Sprague e Keith P. Cunningham
- 2010 - Austin Film Critics Association
  - Migliore sceneggiatura non originale a Aaron Sorkin
  - Nomination Miglior film
- 2010 - Dallas-Fort Worth Film Critics Association Award
  - Miglior film
  - Migliore regia a David Fincher
  - Migliore sceneggiatura non originale a Aaron Sorkin
  - Nomination Miglior attore protagonista a Jesse Eisenberg
- 2011 - Cinema Brazil Grand Prize
  - Miglior film straniero a David Fincher
- 2011 - Cinema Writers Circle Award
  - Nomination Miglior film straniero a David Fincher
- 2011 - Evening Standard British Film Award
  - Miglior attore a Andrew Garfield
- 2011 - Film Critics Circle of Australia Award
  - Miglior film straniero in lingua inglese a David Fincher
- 2010 - Hollywood Film Festival
  - Miglior cast
- 2011 - Image Award
  - Nomination Miglior attore non protagonista a Justin Timberlake
- 2011 - Irish Film and Television Award
  - Miglior film internazionale
  - Miglior attore internazionale a Jesse Eisenberg
- 2010 - Florida Film Critics Circle Award
  - Miglior film
  - Migliore regia a David Fincher
  - Migliore sceneggiatura non originale a Aaron Sorkin
- 2011 - Fotogramas de Plata
  - Miglior film straniero a David Fincher
- 2011 - London Critics Circle Film Award
  - Film dell'anno
  - Regista dell'anno a David Fincher
  - Attore non protagonista britannico dell'anno a Andrew Garfield
  - Sceneggiatore dell'anno a Aaron Sorkin
  - Nomination Attore dell'anno a Jesse Eisenberg
- 2011 - National Society of Film Critics Award
  - Miglior film
  - Migliore regia a David Fincher
  - Miglior attore protagonista a Jesse Eisenberg
  - Migliore sceneggiatura non originale a Aaron Sorkin
- 2011 - Online Film Critics Society Award
  - Miglior film
  - Migliore regia a David Fincher
  - Migliore sceneggiatura non originale a Aaron Sorkin
  - Nomination Miglior attore protagonista a Jesse Eisenberg
  - Nomination Miglior attore non protagonista a Andrew Garfield
  - Nomination Miglior montaggio a Kirk Baxter e Angus Wall
- 2011 - PGA Award
  - Nomination Migliori produttori dell'anno a Scott Rudin, Dana Brunetti, Michael De Luca e Ceán Chaffin
- 2010 - Russian Guild of Film Critics
  - Nomination Miglior film straniero a David Fincher
- 2011 - Palm Springs International Film Festival
  - Miglior cast
- 2010 - San Diego Film Critics Society Award
  - Migliore sceneggiatura non originale a Aaron Sorkin
  - Nomination Miglior film
  - Nomination Miglior cast
  - Nomination Migliore regia a David Fincher
  - Nomination Miglior attore protagonista a Jesse Eisenberg
  - Nomination Miglior montaggio a Kirk Baxter e Angus Wall
  - Nomination Miglior colonna sonora a Trent Reznor e Atticus Ross
- 2011 - People's Choice Award
  - Nomination Film preferito
- 2010 - Phoenix Film Critics Society Award
  - Miglior cast
  - Migliore sceneggiatura non originale a Aaron Sorkin
  - Nomination Miglior film
  - Nomination Migliore regia a David Fincher
  - Nomination Miglior attore protagonista a Jesse Eisenberg
  - Nomination Miglior attore non protagonista a Andrew Garfield
- 2011 - Robert Festival
  - Nomination Miglior film a David Fincher
- 2010 - San Francisco Film Critics Circle
  - Miglior film
  - Migliore regia a David Fincher
  - Migliore sceneggiatura non originale a Aaron Sorkin
- 2011 - Sant Jordi Award
  - Miglior film straniero a David Fincher
- 2011 - Teen Choice Award
  - Nomination Miglior attore a Jesse Eisenberg
  - Nomination Miglior rivelazione a Armie Hammer
  - Nomination Miglior ruba scena a Andrew Garfield
  - Nomination Miglior ruba scena a Justin Timberlake
- 2010 - Southeastern Film Critics Association Award
  - Miglior film
  - Miglior cast
  - Migliore regia a David Fincher
  - Migliore sceneggiatura non originale a Aaron Sorkin
- 2010 - Toronto Film Critics Association Award
  - Miglior film
  - Migliore regia a David Fincher
  - Miglior attore protagonista a Jesse Eisenberg
  - Miglior attore non protagonista a Armie Hammer
  - Migliore sceneggiatura non originale a Aaron Sorkin
- 2011 - USC Scripter Award
  - Migliore sceneggiatura a Aaron Sorkin e Ben Mezrich (Autore)
- 2011 - Vancouver Film Critics Circle
  - Miglior film
  - Migliore regia a David Fincher
  - Migliore sceneggiatura non originale a Aaron Sorkin
  - Nomination Miglior attore protagonista a Jesse Eisenberg
- 2010 - Washington DC Area Film Critics Association Award
  - Miglior film
  - Migliore regia a David Fincher
  - Migliore sceneggiatura non originale a Aaron Sorkin
  - Nomination Miglior cast
  - Nomination Miglior attore protagonista a Jesse Eisenberg
  - Nomination Miglior attore non protagonista a Andrew Garfield
  - Nomination Migliore fotografia a Jeff Cronenweth
  - Nomination Miglior colonna sonora a Trent Reznor e Atticus Ross
- 2011 - World Soundtrack Award
  - Nomination Miglior colonna sonora dell'anno a Trent Reznor e Atticus Ross
- 2024
  - è stato selezionato per la conservazione nel National Film Registry degli Stati Uniti dalla Biblioteca del Congresso come "culturalmente, storicamente o esteticamente significativo"